# Здание театра королевы Луизы
Здание театра королевы Луизы — архитектурный памятник, находящийся в Советске на пешеходной улице Победы. Здание является объектом культурного наследия. Одна из главных архитектурных достопримечательностей города Советска.

## История
Здание театра королевы Луизы построено в Тильзите в 1910 году. Оно было самым маленьким и дешёвым заведением в городе, выполняло роль кинотеатра. Здание находилось среди многочисленных фирм, таких как канцелярские товары Маттиасе или ресторан «Штрувекер». Среди горожан утвердилось название — «блошиное кино». Этот кинотеатр предпочитали молодые люди, так как фильмы, которые там показывали, были ориентированы на интересы молодёжи. Да и цены играли свою важную роль — они большей частью рассчитывались на карманные деньги молодых людей, прежде всего покупающих входной билет «третьего уровня», что значит первые 3 или 4 ряда. Кинотеатр закрыли в 1944 году.
После войны здание осталось цело, в нём был размещён Калининградский областной колледж культуры и искусства. В 2010 году одно из старейших учебных заведений среднего профессионального обучения было закрыто. Здание разрушается, после ураганного ветра летом 2013 года обрушился один из фронтонов, сильно пострадал балкон.
Приказом Службы государственной охраны объектов культурного населения Калининградской области от 18 января 2010 года № 3 здание театра королевы Луизы получило статус выявленного объекта культурного наследия.
В ночь на 28 октября 2015 г. в результате пожара уничтожена крыша здания.
6 июня 2019 года произошёл очередной пожар, окончательно превративший здание в руины, выгорело около 600 квадратных метров. Горожане обоснованно возложили ответственность за уничтожение архитектурного памятника на главу администрации Советского городского округа Николая Воищева, не сумевшего обеспечить надёжную консервацию строения и предотвращение доступа в него посторонних лиц, и распространяют петицию в адрес губернатора Калининградской области за отставку Воищева и тщательное расследование этого происшествия.
В 2024 году был заключён контракт с московским подрядчиком на реставрацию здания, после чего здесь планируется открытие музейно-выставочного комплекса. Стоимость работ по контракту составила 396,9 млн рублей.

## Описание
Высокое четырёхэтажное здание. Фасад отличается пышностью, свойственной для барокко.